# Durazzói Rajnald capuai herceg
Durazzói Rajnald (? – Foggia, 1422 után), ragadványneve: Lancillotto, 
olaszul: Rinaldo di Durazzo detto Lancillotto, franciául: Renaud de Duras dit Lancelot, Capua hercege, a Capeting-ház Anjou-ágának tagja. Nagynénje volt II. Johanna nápolyi királynő.

## Élete
I. (Durazzói) László nápolyi királynak N. de Gayette úrnővel folytatott házasságon kívüli viszonyából született fia. Ebből a kapcsolatból Rajnaldnak egy Mária nevű nővére is született, aki viszont kisgyermekként meghalt. Rajnald apai nagyszülei III. (Kis) Károly nápolyi király és II. Károly néven magyar király, valamint Anjou Margit durazzói hercegnő voltak. Apja kinevezte természetes fiát Capua hercegévé. Rajnald herceg első menyasszonya Goffredo di Marzano úrnak, Alife grófjának a lánya, akinek az egész családját letartóztatta László király az eljegyzési banketten. László nem ismerte az irgalmat és kegyetlen hajlamairól volt ismert, és még fiát is börtönbe záratta, akinek csak úgy sikerült kiszabadulnia onnan, hogy az apjának ágyasa, Margareta Marzano tett lépéseket az érdekében a királynál.
Rajnald Castaldói Isolda úrnőt, Antonio di Castaldo lányát vette feleségül, akitől négy gyermeke született.
Rajnald herceg túlélte az apját, és bár pontos halálozási évét nem tudjuk, de 1422-ben még biztosan élt. Földi maradványai a Foggiai Székesegyház Durazzo kápolnájában nyugszanak. A Foggiai Székesegyházban van eltemetve Braunschweigi Ottó, I. Johanna nápolyi királynő negyedik férje is.
Rajnald ragadványneve a Lancillotto volt, és tőle származtatják a Lancellotti családot.

## Gyermekei
- Feleségétől, Lisiola (Isolda) di Castaldo úrnőtől, 4 gyermek:
  - Katalin
  - Kamilla, férje (?) Pietro de' Sangro, 2 fiú
  - Hippolita, férje Francesco de Majo,[4] utódok
  - Ferenc (–1494 után), felesége N. N., 1 fiú:
    - Rajnald (–1494), felesége Camilla Tomacella